# Llanfaelog
Llanfaelog är en community i Storbritannien. Den ligger på ön Anglesey i kommunen Isle of Anglesey och riksdelen Wales, i den sydvästra delen av landet, 300 km nordväst om huvudstaden London. 
I Llanfaelog community ligger förutom byn Llanfaelog även byarna Rhosneigr, Bryn Du och Pencarnisiog.